# جوتنشتاين
جوتنشتاين (بالألمانية: Gutenstein) هي مدينة السوق في فينر نيوستادت لاند في ولاية النمسا السفلى.